# سيدي قدور العلمي
عبد القادر بن محمد الإدريسي العلمي (1154–رمضان 1266) المعروف باسم سيدي قدور العلمي المولود والمتوفى في مكناس شاعر ومتصوف مغربي. هو مؤسس الزاوية العَلَمية في مكناس. يقدر أن نحو 34 من التعابير التي جاءت في شعره أصبحت أمثالا شائعة يستعملها الناس اليوم في البلاد المغاربية.

### استشهادات
1. ↑  أنطولوجيا شعر الملحون المغربي، لفؤاد جسوس، 2008 مـ